# Zafrona diversa
Zafrona diversa is een slakkensoort uit de familie van de Columbellidae. De wetenschappelijke naam van de soort is voor het eerst geldig gepubliceerd in 2007 door Espinosa, Ortea & Fernández-Garcés.